# 俞祖彭
俞祖彭（1940年7月—），男，汉族，浙江杭州人，中华人民共和国政治人物，浙江省政协原副主席，中国农工民主党中央委员会原常务委员、浙江省委员会主任委员，第九、十届全国政协委员。